# Tinea xanthostictella
Tinea xanthostictella är en fjärilsart som beskrevs av William George Dietz 1905. Tinea xanthostictella ingår i släktet Tinea och familjen äkta malar. Inga underarter finns listade i Catalogue of Life.